# 魏喜奎
魏喜奎（1926年—1996年3月23日），女，河北蓟县人，中国奉调大鼓和曲剧表演艺术家，中国戏剧家协会理事，中国戏剧家协会北京分会副主席。